# Staurogyne cuneata
Staurogyne cuneata är en akantusväxtart som beskrevs av Imlay. Staurogyne cuneata ingår i släktet Staurogyne och familjen akantusväxter. Inga underarter finns listade i Catalogue of Life.